# Sédey
Sédey (auch: Séddey, Sédé, Sédi) ist ein Dorf in der Landgemeinde Kokorou in Niger.

## Geographie
Das von einem traditionellen Ortsvorsteher (chef traditionnel) geleitete Dorf befindet sich rund 23 Kilometer nordwestlich des Hauptorts Kokorou der gleichnamigen Landgemeinde, die zum Departement Téra in der Region Tillabéri gehört. Zu den Siedlungen in der näheren Umgebung von Sédey zählen Korogoussou im Norden und Doungouro im Süden.
Es herrscht das Klima der Sahelzone vor, mit einer durchschnittlichen jährlichen Niederschlagsmenge zwischen 300 und 400 mm. Bei der Siedlung erstreckt sich ein 10 Hektar großer und zeitweise ausgetrockneter Teich, die Mare de Sédey.

## Geschichte

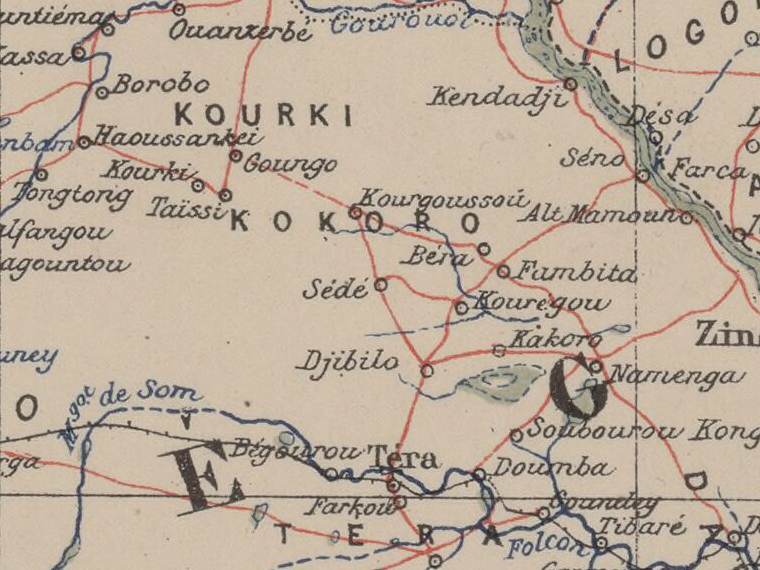
Ausschnitt einer Karte von 1903 mit Sédey (Sédé) im Zentrum

Im Jahr 1952 kam es zwischen Songhai aus Sédey und Iklan zu einem gewaltsamen Konflikt um Ackerflächen. Am 15. Mai 2023 drangen bewaffnete Angreifer in die Dörfer Sédey, Béra, Doungouro, Fambita, Firo Koira, Komdi, Kourégou und Zaney ein und erpressten Vieh. Bereits am Vortag waren im ebenfalls in der Gemeinde Kokorou gelegenen Dorf Boungou Vieh gestohlen und zwei Menschen ermordet worden. Daraufhin flüchteten Bewohner aller genannten Dörfer unter schwierigen Umständen in die Departementshauptstadt Téra.

## Bevölkerung
Bei der Volkszählung 2012 hatte Sédey 305 Einwohner, die in 30 Haushalten lebten. Bei der Volkszählung 2001 betrug die Einwohnerzahl 200 in 30 Haushalten und bei der Volkszählung 1988 belief sich die Einwohnerzahl auf 455 in 53 Haushalten.

## Wirtschaft und Infrastruktur
Rund um Sédey liegen Felder für den Regenfeldbau. Es gibt eine Schule in Dorf. Durch Sédey verläuft die 152,4 Kilometer lange Nationalstraße 5 zwischen der Stadt Téra und der Staatsgrenze mit Mali.